# A Different Kind of Human (Step 2)
A Different Kind of Human (Step 2) è il terzo album in studio della cantante norvegese Aurora, pubblicato il 7 giugno 2019.

## Tracce
1. The River – 3:37 (Aurora Aksnes, Odd Martin Skåklnes, Magnus Skylstad)
2. Animal – 3:35 (Aurora Aksnes, Toby Gad, David Dahlquist)
3. Dance on the Moon – 3:36 (Aurora Aksnes, Guy Sigsworth)
4. Daydreamer – 3:39 (Aurora Aksnes, Peter Wade Keusch)
5. Hunger – 2:46 (Aurora Aksnes, Fiona Bevan)
6. Soulless Creatures – 5:02 (Aurora Aksnes, Timothy Bran, Roy Kerr)
7. In Bottles – 3:58 (Aurora Aksnes, Magnus Skylstad)
8. A Different Kind of Human – 4:01 (Aurora Aksnes)
9. Apple Tree – 3:08 (Aurora Aksnes, Odd Martin Skåklnes, Magnus Skylstad)
10. The Seed – 4:26 (Aurora Aksnes, Michelle Leonard, Nicholas Rebscher)
11. Mothership – 2:16 (Aurora Aksnes, Askjell Solstrand)